# Oscar D'León
Oscar D'León, nome d'arte di Oscar Emilio León Somoza (Caracas, 11 luglio 1943), è un cantante e bassista venezuelano.
Oscar Emilio León Somoza, meglio conosciuto come Oscar D'León è un musicista venezuelano che è diventato famoso a livello internazionale per il suo caratteristoco modo di interpretare la salsa, conosciuto anche come "El Sonero del Mundo". Probabilmente il suo pezzo più famoso è Llorarás, registrato nel 1975 con il suo gruppo La Dimensión Latina.
Nel 2008 ha preso parte alla realizzazione di Navidad con las estrellas, album natalizio al quale hanno partecipato vari artisti venezuelani.